# Rodolphe Modin
Rodolphe Modin (Gennevilliers, 26 de marzo de 1959) es un ex–jugador francés de rugby que se desempeñaba como medio scrum.

## Carrera
Un profesor de educación física que nunca ejerció por dedicarse a negocios financieros, se formó deportivamente en el Racing Métro 92, con el que fue campeón juvenil en 1978, al derrotar en la final al Biarritz Olympique Pays Basque de Serge Blanco. Ese mismo año se unió al Club Athlétique Brive-Corrèze para debutar como mayor y allí desarrollaría toda su carrera.
Tuvo el honor de ser invitado a los Barbarians franceses en 1987 y en 1991 puso fin a su carrera cuando debió retirarse al no poder recuperarse de una serie de lesiones en su cadera.

## Selección nacional
Fue convocado a Les Bleus por primera, última y única vez en junio de 1987 para enfrentar a los Welwitschias; en total jugó un partido y marcó tres tries para un total de 12 puntos (un try valía 4 puntos por aquel entonces).

### Participaciones en Copas del Mundo
Solo disputó una Copa del Mundo; Nueva Zelanda 1987 donde Modin fue convocado a último momento, jugó su único partido con el seleccionado y marcó un hat–trick. Les Bleus integrados por jugadores como Philippe Sella y Serge Blanco; mostrarían un gran nivel a lo largo del torneo, ganaron su grupo concediendo solo un empate ante el XV del Cardo, vencieron a los Flying Fijians en cuartos de final, derrotaron a los Wallabies en semifinales y perdieron la final ante los anfitriones; los All Blacks.
| Mundial                       | Sede          | Resultado  | PJ | Tries |
| ----------------------------- | ------------- | ---------- | -- | ----- |
| Copa Mundial de Rugby de 1987 | Nueva Zelanda | Subcampeón | 1  | 3     |